# Rubina Francis
Rubina Francis (25 de junio de 1999) es una deportista india que compite en tiro adaptado. Ganó una medalla de bronce en los Juegos Paralímpicos de París 2024, en la prueba de pistola de aire 10 m (clase SH1).

## Palmarés internacional
| Juegos Paralímpicos | Juegos Paralímpicos | Juegos Paralímpicos | Juegos Paralímpicos      |
| Año                 | Lugar               | Medalla             | Prueba                   |
| ------------------- | ------------------- | ------------------- | ------------------------ |
| 2024                | París (Francia)     | Medalla de bronce   | Pistola de aire 10 m SH1 |